# Маклафлин, Джозеф Джеймс
Джозеф Джеймс Маклафлин (англ. Joseph James McLoughlin; 21 августа 1878, неизвестно — декабрь 1962, неизвестно) — американский гребец, серебряный призёр летних Олимпийских игр 1904 года.
На Играх 1904 года в Сент-Луисе Маклафлин участвовал только в соревнованиях парных двоек вместе со своим соотечественником Джоном Хобеном. В нём он занял второе место и получил серебряную медаль.